# Низамия (тарикат)
Низа́мия (араб. النظامية‎) — суфийское братство (тарикат), самостоятельная региональная ветвь братства чиштия. Тарикат основан шейхом Низамуддином, известным как Низам аль-Авлийа (1238—1325 гг.). Резиденция главы тариката и главная обитель (завия) до второй половины XIV в. находилась возле Дели, в Гийаспуре. Низамия отличалась от братства чиштия тем, что оно было более последовательно в исполнении предписаний шариата и особо чтило книгу Джалаладдина Руми «Маснави-и маснави». Эту книгу они читали во время радений (зикров). Помимо этого, многие местные общины братства ввели в свою практику некоторые приёмы индийской йоги. Долгое время братство пережило период упадка, однако в начале XVIII в. братство набрало популярность благодаря шейху Шах-Калималлах Джаханабади (1650—1729 гг.). Он пересмотрел учение, метод и практику тариката с обновленческих позиций.